# 湖南省人民政府
湖南省人民政府（こなんしょうじんみんせいふ）は、中華人民共和国湖南省の省級地方行政機関である。

## 沿革
湖南省人民政府は、1949年8月の創建で、当時は湖南省臨時政府と称した。同月、湖南省軍政委員会に改称。1950年4月、湖南省人民政府が正式に成立した。1955年2月、湖南省人民委員会に改組され、1968年4月、湖南省革命委員会に改組された。1979年12月、湖南省革命委員会は廃止され、湖南省人民政府が復活した。

## 機構

### 組成機関
- 湖南省發展と改革委員会
- 湖南省教育庁
- 湖南省科学技術庁
- 湖南省工業と信息化庁
- 湖南省民族宗教事務委員會
- 湖南省公安庁
- 湖南省民政庁
- 湖南省司法庁
- 湖南省財政庁
- 湖南省人力資源と社会保障庁
- 湖南省自然資源庁
- 湖南省生態環境庁
- 湖南省住房と城郷建設庁
- 湖南省交通運輸庁
- 湖南省水利庁
- 湖南省農業農村庁
- 湖南省商務庁
- 湖南省文化と旅遊庁
- 湖南省衛生健康委員会
- 湖南省退役軍人事務庁
- 湖南省応急管理庁
- 湖南省審計庁

### 直属特設機関
- 湖南省人民政府国有資産監督管理委員会

### 直属機関
- 湖南省林業局
- 湖南省市場監督管理局
- 湖南省広播電視局
- 湖南省体育局
- 湖南省統計局
- 湖南省機関事務管理局
- 湖南省人民政府研究室
- 湖南省地方金融監督管理局
- 湖南省国防動員辦公室
- 湖南省信訪（陳情）局
- 湖南省郷村振興局
- 湖南省糧食・物資儲備局（副庁級）
- 湖南省醫療保障局（副庁級）

### 直属事業単位
- 湖南省文史研究館
- 湖南省供銷合作総社
- 湖南省人民政府発展研究中心
- 湖南省地方志編纂院
- 湖南省地質院
- 湖南省有色金属管理局
- 湖南省水庫移民開発管理局
- 湖南省長株潭一体化発展事務中心
- 湖南省中医薬研究院

### 部門管理機関
- 湖南省政務管理服務局、省政府弁公庁管理。
- 湖南省能源局、省発展改革委管理。
- 湖南省監獄管理局、由省司法庁管理。
- 湖南省文物局、省文化旅遊庁管理。
- 湖南省中医薬管理局、省衛生健康委管理。
- 湖南省薬品監督管理局、省市場監管局管理。

### 派出機関
- 湖南湘江新区管理委員会
- 湖南省人民政府駐北京弁事処
- 湖南省人民政府駐上海弁事処
- 湖南省人民政府駐広州弁事処
- 湖南省人民政府駐深圳弁事処
- 湖南省人民政府駐海南自由貿易港弁事処

## 歴代の省長
| 肖像 | 氏名   | 就任         | 退任          | 注     |
| ---- | ------ | ------------ | ------------- | ------ |
|      | 陳明仁 | 1949年8月4日 | 1949年8月24日 | [ 1 ]  |
|      | 程潜   | 1949年8月    | 1950年4月     | [ 2 ]  |
|      | 王首道 | 1950年4月    | 1952年12月    | [ 3 ]  |
|      | 程潜   | 1952年12月   | 1968年4月     | [ 2 ]  |
|      | 黎原   | 1968年4月    | 1970年5月     | [ 4 ]  |
|      | 華国鋒 | 1970年5月    | 1977年6月     | [ 5 ]  |
|      | 毛致用 | 1977年6月    | 1979年12月    | [ 6 ]  |
|      | 孫国治 | 1979年12月   | 1983年5月     | [ 7 ]  |
|      | 劉正   | 1983年5月    | 1985年7月     | [ 8 ]  |
|      | 熊清泉 | 1985年7月    | 1989年5月     | [ 9 ]  |
|      | 陳邦柱 | 1989年5月    | 1995年1月     | [ 10 ] |
|      | 楊正午 | 1995年1月    | 1998年9月     | [ 11 ] |
|      | 儲波   | 1998年9月    | 2001年8月     | [ 12 ] |
|      | 張雲川 | 2001年8月    | 2003年3月     |        |
|      | 周伯華 | 2003年3月    | 2006年9月     | [ 13 ] |
|      | 周強   | 2006年9月    | 2010年6月     | [ 14 ] |
|      | 徐守盛 | 2010年6月    | 2013年4月     | [ 15 ] |
|      | 杜家毫 | 2013年4月    | 2016年9月     | [ 16 ] |
|      | 許達哲 | 2016年9月    | 2020年11月    | [ 17 ] |
|      | 毛偉明 | 2020年11月   |               | [ 18 ] |